# Drake (artist)
Aubrey Drake Graham, känd under artistnamnet Drake, född 24 oktober 1986 i Toronto, Kanada, är en kanadensisk rappare, sångare, låtskrivare, skådespelare och entreprenör.

## Biografi
Drake, som har en kristen far och en judisk mor, fick en judisk uppfostran med bar mitzva.
Han blev först känd för att spela Jimmy Brooks i TV-serien Degrassi: The Next Generation. I juni 2009 skrev Drake skivkontrakt med Young Money Entertainment och ett år senare släppte han sitt första studioalbum Thank Me Later, som debuterade som nummer ett på Billboard 200. Hans första singel från albumet, "Over", släpptes den 9 mars samma år och nådde nummer fjorton på Billboard Hot 100. 
Den 15 november 2011 släppte han sitt andra studioalbum Take Care. Albumet fick mycket bra kritik, bland annat 8,6 av 10 av ansedda Pitchfork Media. Albumet sålde platina på en dryg månad. Låten "Take Care" presenterades på MTV:s måste höra låtar lista tillsammans med låtar av Cher Lloyd och The Wanted.
Hans senaste album For All the Dogs släpptes den 6 oktober 2023.

## Diskografi
- 2010 – Thank Me Later
- 2011 – Take Care
- 2013 – Nothing Was The Same
- 2015 – If You're Reading This It's Too Late
- 2016 – Views
- 2017 – More Life
- 2018 – Scorpion
- 2021 – Certified Lover Boy
- 2022 – Honestly, Nevermind
- 2023 – For All the Dogs
- 2025 -- $ome $exy $ongs 4 U